# Drapele de luptă decorate cu ordinul „Mihai Viteazul” în Primul Război Mondial

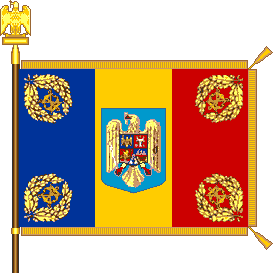
Drapel de luptă

Ordinul „Mihai Viteazul”

Ordinul militar de război Mihai Viteazul a fost înființat de către regele Ferdinand I, prin Înaltul Decret nr. 3240 din 21 decembrie 1916, fiind destinat a răsplăti „faptele excepționale de război ale ofițerilor care s-au distins în fața inamicului”.
Conform regulamentului ordinului, acesta putea fi acordat și unităților militare care se distingeau pe front, prin decorarea drapelelor de luptă. În acest mod, un număr de 39 de regimente de diferite arme au fost recompensate prin decorarea drapelelor de luptă cu cea mai înaltă decorație de război - Ordinul Mihai Viteazul, clasa a III-a.:pp 8-14
Decorația se atașa la drapel sub forma unei panglici purtând însemnele specifice ordinului.

## Unități de grăniceri

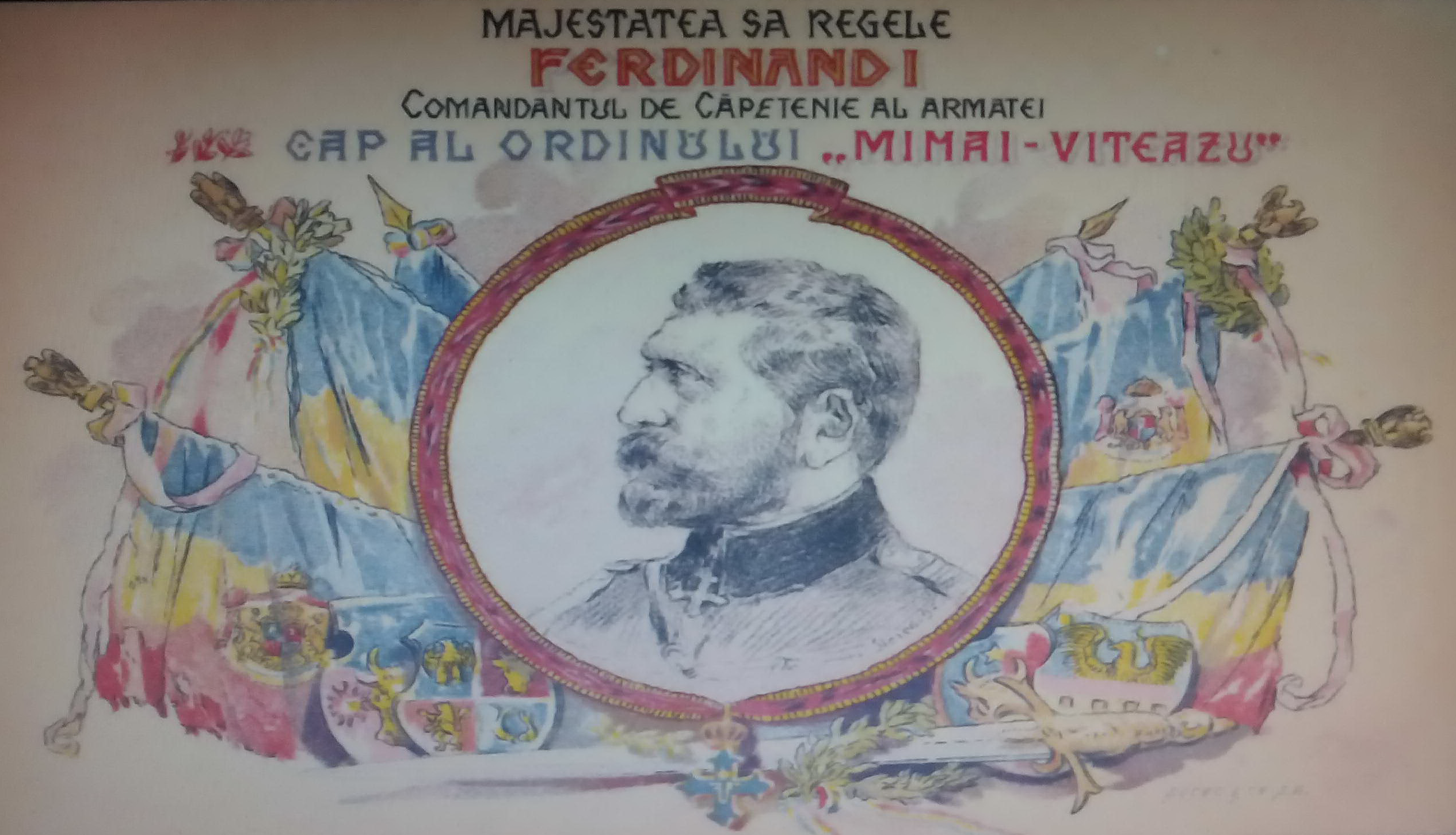
Regele Ferdinand - capul Ordinului Mihai Viteazu

### Regimentul 1 Grăniceri
Motivația:
„Pentru vitejia i avântul cu care au luptat ofițerii, subofițerii soldații acestui eroic regiment, în crâncenele lupte din 1916. În ziua de 15 august 1916 atacând cu furie, silește un regiment inamic a se retrage în grabă de pe pozițiile ce ocupau și capturează prizonieri, precum și un tren blindat, apoi s-au distins, în mod strălucit în luptele de apărare ale defileului Turnu-Roșu, în luptele de la Colți și în toate luptele ce au urmat de la Munții Făgărașului și până la Milcov, dând dovadă de cele mai frumoase calități militare ce un corp de trupă  poate arăta pe câmpul de onoare.”
Înalt Decret no. 1592 din 27 septembrie 1918

### Regimentul 2 Grăniceri
Motivația:
„Pentru vitejia, avântul și devotamentul ce au arătat atât ofițerii și subofițerii cât și trupa, în luptele extrem de înverșunat e ce acest brav regiment a avut la Turtucaia.”
Înalt Decret no. 17 din 10 ianuarie 1917

## Unități de vânători

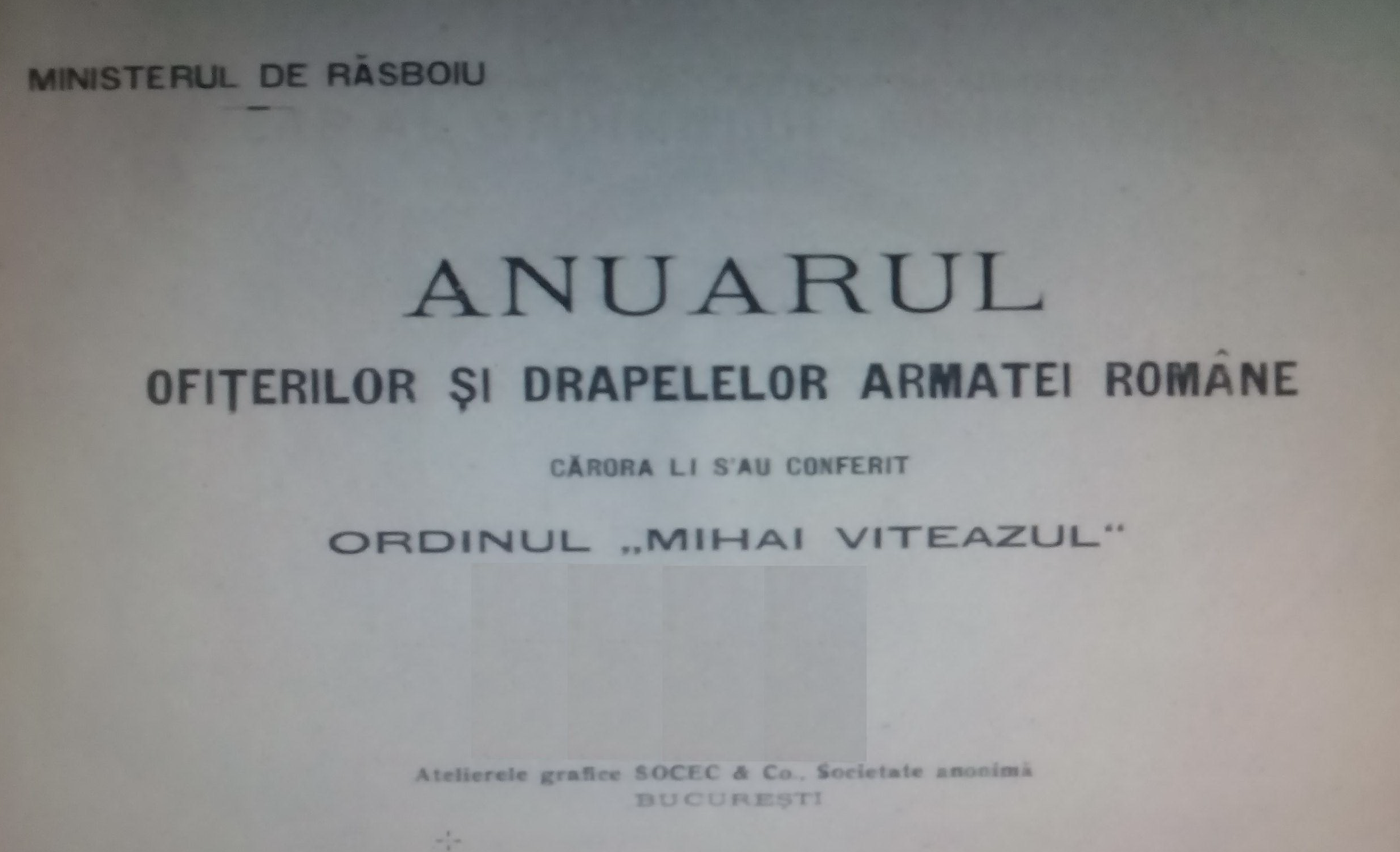
Pagina de titlu a Anuarului ordinului Mihai Viteazu

### Regimentul 1 Vânători
Motivația:
„Pentru vitejia și avântul ce au arătat atât ofițerii cât și trupa în luptele extrem de înverșunate ce acest brav regiment a dat pentru cucerirea muntelui Alion.”
Înalt Decret no. 17 din 10 ianuarie 1917

### Regimentul 2 Vânători
Motivația:
„Pentru vitejia și avântul extraordinar cu care au luptat ofițerii, subofițerii și soldații corpului, în aprigele lupte din iulie 1917. Primind ordinul de a străpunge puternicul front german, de pe Dealul Mărăști, regimentul a pornit cel dintâi la atac și pătrunzând în tranșeele inamice, după  o luptă înverșunată corp la corp, a silit pe apărători să fugă în dezordine. În aceeași zi, prin atacuri furioase la baionetă, i-a aruncat afară din tranșeele lor de pe Dealurile Teiușului, Roșu și acel de la est de Câmpurile, iar în zilele următoare i-a împins până dincolo de râul Putna. S-a capturat 5 ofițeri, 320 trupă , 4 tunuri antiaeriene, 2 obuziere de 105 mm, 14 mortiere de tranșee, 1 mortier de 117 mm., 6 mitraliere, 8 aruncătoare de grenade, peste 800 arme, 38 chesoane, 1 trăsură cu motor al unui balon, precum și o imensă cantitate de munițiuni și material de război.”
Înalt Decret no. 928 din 21 august 1917

### Regimentul 3 Vânători
Motivația:
„Pentru vitejia și avântul remarcabil cu care au luptat la satul Doaga, atât ofițerii, cât și trupa acestui glorios regiment, în zilele de 24-29 iulie 1917. Deși cu pierderi mari, au respins toate atacurile înverșunate  ce trupele germane au dat asupra pozițiunei ce regimentul ocupa și la rândul lor au atacat de 2 ori cu furie acea localitate, făcând prin sacrificiul lor să se poată stăpâni capul de pod de la Cosmești, la care râvnea un inamic de patru ori mai numeros.”
Înalt Decret no. 1171 din 9 octombrie 1917

### Regimentul 4 Vânători
Motivația:
„Pentru vitejia și avântul ce au arătat ofițerii cât și trupa acestui brav regiment, în luptele extrem de înverșunate ce au dat la Parajd în Transilvania, la Uz, Călugăreni și Odobești.”
Înalt Decret no. 17 din 10 ianuarie 1917

### Regimentul 8 Vânători
Motivația:
Pentru vitejia și avântul ce au arătat ofițerii cât și trupa acestui brav regiment, în luptele extrem de înverșunate ce au dat la Parajd, în Transilvania și pentru apărarea Văii Oituzului.
Înalt Decret no. 17 din 10 ianuarie 1917

### Regimentul 9 Vânători
Motivația:
„Pentru vitejia și avântul fără seamăn, cu care a luptat ofițerii cât și trupa la Mustafa-Aci, unde au respins o brigadă inamică cu artilerie la Amzacea unde a cucerit 7 tunuri, la Magarcea, și mai ales la Stâlpul, unde la 19 noiembrie 1916 si-au deschis drumul spre București, rupând puternicul front bavarez și aducând peste 1.200 prizonieri cu 16 mitraliere.”
Înalt Decret no. 473 din 18 mai 1917

### Regimentul 10 Vânători
Motivația:
„Pentru vitejia și avântul cu care au luptat ofițerii, subofițerii și soldații acestui eroic regiment, în aprigele lupte de la Babovo, de la Muntele Susai, unde au respins toate crâncenele atacuri ce inamicul a dat între 29 septembrie și 10 octombrie, precum și în luptele din regiunea Panciului ce s-au dezlănțuit în august 1917. În ziua de 1 august 1917 o divizie rusă a fost nevoită a se retrage spre Valea Zăbrăuțului, din cauza unui puternic atac german. Regimentul 10 Vânători, a plecat din proprie inițiativă la contraatac și trecând printr-un extraordinar bombardament de artilerie și printr-un teren cu totul nefavorabil, reușește să respingă cu baionetele pe inamic și să ocupe poziția de la P.T. 334 Chicera. A doua zi, pornind din Valea Stâlpului, restabilește din nou, în mod glorios, o situație cu totul critică; ilustrându-se după  aceasta, prin înverșunarea cu care și-a apărat poziția ce luase în stăpânire de la inamic.”
Înalt Decret no. 902 din 16 aprilie 1918

### Batalionul Vânătorilor de Munte
Motivația:
„Pentru vitejia și avântul excepțional cu care ofițerii, subofițerii și soldații batalionului au atacat și înfrânt pe inamic, în ziua de 30 iulie 1917. Respingându-l în sectorul Dealul Vrânceanu-Măgura, i-a capturat 17 ofițeri, 400 trupă , 4 mitraliere, 1500 arme și mult material de război. În ziua de 6 August, vânătorii de munte, trecând printr-un foc puternic de baraj, au atacat și cucerit poziția inamică de la Cota 64 care fusese pierdută de un alt corp de trupă . În ziua de 8 august, batalionul sosind pe Coșna, tocmai în momentul când inamicul reușește a scoate pe apărători de pe poziție, contra atacă cu furie și în 30 minute îi respinge de pe întregul front de atac. Acest eroic batalion, s-a distins prin aceleași virtuți ostășești și în crâncenele lupte ce s-au dat în zilele de 27-29 august 1917 în sectorul Pârâul Fundul Bogata.”
Înalt Decret no. 323 din 22 ianuarie 1919

## Unități de infanterie

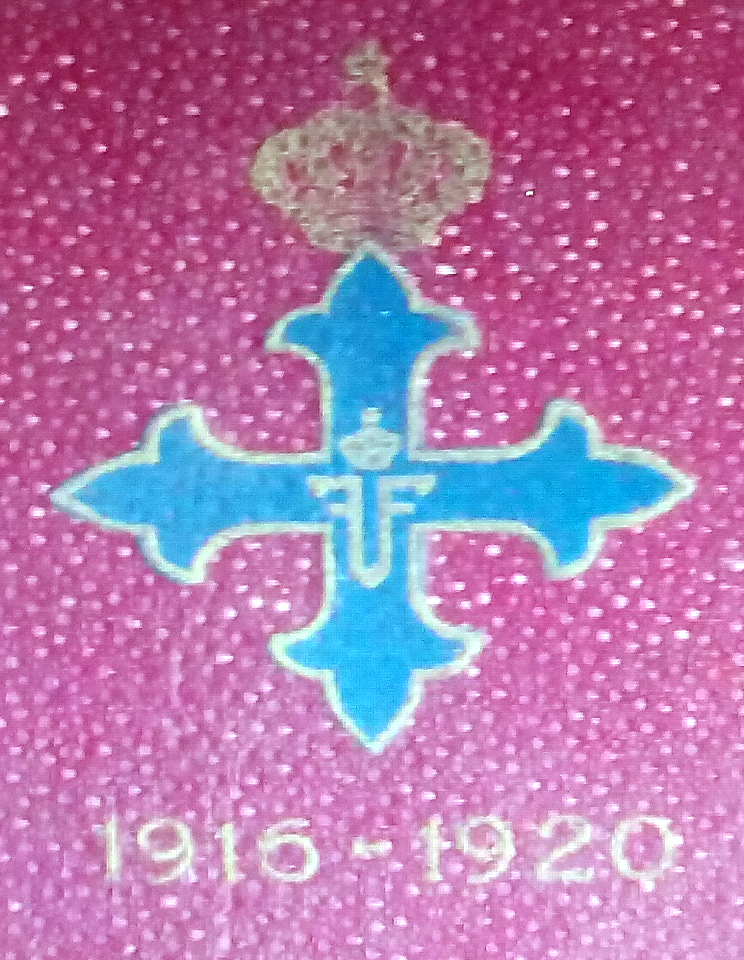
Crucea ordinului Mihai Viteazul reprodusă pe coperta anuarului ordinului

### Regimentul Vâlcea No. 2
Motivația:
„Pentru eroismul de care au dat dovadă ofițerii, subofițerii și soldații regimentului, în luptele de la Panta, Muntele Pologaș, Negovanul Mare, Cisnădia,  Moh, Rășinari, Gura Râului, Dealul Cioara, în august și Septembrie 1916, precum și în luptele susținute in timpul retragerii la Colți Pleșiu, Zănoaga, Cărbunari, Inotești și Mizil, în octombrie și noiembrie 1916.”
Înalt Decret no. 5218 din 13 decembrie 1919

### Regimentul Argeș No. 4
Motivația:
„Pentru vitejia și avântul extraordinar, cu care au luptat ofițerii, subofițerii și soldații regimentului în aprigele lupte din iulie 1917. Primind ordinul de a străpunge puternicul front german, de pe Dealul Mărăști, au plecat la atac în dimineața zilei de 11 Iulie și pătrunzând în tranșeele inamice, după  o luptă înverșunată corp la corp, au continuat înaintarea către Valea Dracea Mare, iar în zilele următoare, acțiunea pentru ocuparea pozițiunii Roșculet, spre Câmpurile. S-a capturat 3 ofițeri, 360 oameni de trupă , un tun ungar de 105 mm., 4 tunuri de 57 mm., 12 mortiere de tranșee, 1 mortier de 117 mm., 7 aruncătoare de grenade, 14 chesoane mitraliere, 700 arme infanterie, precum și o enormă cantitate de munițiuni și material de război.”
Înalt Decret no. 928 din 21 august 1917

### Regimentul Prahova No. 7
Motivația:
„Pentru vitejia și curajul remarcabil cu care ofițerii, subofițerii și soldații acestui eroic regiment au luptat în bătălia de la Mărășești din anul 1917. În dimineața zilei de 25 iulie pe când batalionul 1 ataca cu furie în direcția Moara Albă, spre a opri înaintarea inamicului, batalionul 2 izbi cu aceeași furie trupele germane ce urmăreau pe ruși și amenințau aripa dreaptă a primului batalion. În zilele de 26 și 27 iulie, regimentul a rămas neclintit sub un îngrozitor bombardament pe poziția din Pădurea Călinești și a sfărâmat repetatele atacuri inamice. În fine. în dimineața zilei de 27 iulie, Regimentul 7 Infanterie, s-a aruncat în mod strălucit la atac, împingând trupele inamice până la Valea Jugastrului, iar la 29 iulie, printr-un atac tot atât de strălucit a câștigat teren, rectificând frontul de la Viroaga din Pădurea Călinei. Un mare număr de ofițeri, subofițeri și soldați și-au sacrificat viața, însă eroicul regiment a pus stavilă înaintării forțelor covârșitoare ale inamicului.”
Înalt Decret no. 902 din 16 aprilie 1918

### Regimentul Buzău No. 8
Motivația:
„Pentru vitejia și avântul cu care au luptat ofițerii, subofițerii și soldații aprigele lupte din 1916 și 1917. S-a distins în mod strălucit la atacurile pozițiunilor de pe Dealul Beldiei și al satului Bozda Vam (Transilvania), în care a capturat 4 ofițeri, 550 trupă și un bogat material de război, precum și în luptele din Dobrogea, din octombrie 1916. În 1917, în noaptea de 24-25 august batalioanele acestui eroic regiment, au atacat cu furie pădurea de pe malul drept al Siretului, satele Doaga și Străjescu cucerindu-le și producând inamicului pierderi extraordinar de mari. De la 26 iulie  la 1 august 1917 regimentul a rezistat cu tărie pe poziția de la sud de pădurea Prisaca, respingând toate atacurile date de numeroase forțe inamice și rămânând neclintit la datorie, în grozăvia bombardamentului artileriei vrăjmașe.”
Înalt Decret no. 910 din 19 aprilie 1918

### Regimentul Stefan cel Mare No. 13
Motivația:
„Pentru vitejia și avântul ce au arătat atât ofițerii cât și trupa acestui brav regiment în luptele extrem de Înverșunate ce au dat pentru apărarea Văii Oituzului.”
Înalt Decret no. 17 din 10 ianuarie 1917

### Regimentul I Mehedinți No. 17 „Știrbey Vodă”
Motivația:
„Pentru vitejia și avântul remarcabil, cu care au luptat ofițerii, subofițerii și soldații în aprigele lupte de la Mărăști în 1917. În ziua de 11 iulie 1917 acest eroic regiment, a cucerit uvragiile germane no. 101, 102, 4 și 6 de pe Dealul Mărăștilor și au contribuit la luarea poziției de pe Poiana Înțărcătoarea, capturând o baterie obuziere de 105 mm., 26 prizonieri și un bogat material de război. La 12 iulie a cucerit pozițiile inamice de pe Dealul Mare, la 17 iulie a ocupat Dealul Ciobotaru până la Muntele Streiu, iar a doua zi a rezistat cu îndârjire pe Dealurile Coasei, fața Schitului și Fitianei, respingând puternicele atacuri ale inamicului. În aceiași zi, compania 2 contraatacând la ora 18 la baionetă a respins pe inamic din Valea Lepșei, aruncându-l cu mari pierderi înapoi”.
Înalt Decret no. 1373 din 21 noiembrie 1917

### Regimentul Gorj No. 18
Motivația:
„Pentru vitejia și avântul exemplar cu care au luptat ofițerii, subofițerii și soldații regimentului, în luptele înverșunate ce s-au dezlănțuit între 11-14 iulie 1917, repetând astfel strălucitele fapte de arme ce au săvârșit pe Velea Jiului în 1916. Atacând cu furie pozițiunile întărite de pe Dealul Mărăști, de pe Dealul Răchitașul Mic, precum și acelea de pe Muntele Tina Neagra și Tina Golașe, au aruncat pe rând trupele inamice afară din liniile lor de apărare, și le-au pus pe fugă în dezordine până dincolo de Lepșa. Au luat prizonieri 8 ofițeri, 676 trupă și au capturat 4 obuziere mari, 4 mitraliere, 13 mortiere și un tun de munte, 3 camioane, 900 lăzi cu grenade și bombe, precum și un bogat material de război.”
Înalt Decret no. 834 din 4 august 1917

### Regimentul Dâmbovița No. 22
Motivația:
„Pentru vitejia și avântul fără seamăn cu care s-au condus atât ofițerii cât și trupa în luptele de la Dealul Măgura, Tohanul-Vechi, Chirali-Halina, în bătălia de la Olt și în timpul crâncenelor lupte de la nord-vest de Câmpulung.”
Înalt Decret no. 88 din 8 februarie 1917

### Regimentul VI Tecuci No. 24
Motivația:
„Pentru vitejia și devotamentul cu care ofițerii, subofițerii și soldații regimentului au atacat puternicele pozițiuni germane de la Poiana Încărcătoarea și cota 711, în ziua de 11 iulie 1917. După  ce au deschis breșe în rețelele de sârmă ale inamicului, valurile de asalt, s-au aruncat cu un avânt fără seamăn la atac și după  o luptă furioasă la baionetă și cu grenadele au reușit să pună stăpânire pe I-a linie de apărare, apoi, după  alte atacuri eroice ale acestui viteaz regiment, inamicul a fost nevoit să părăsească poziția în timpul nopții, lăsând în urma sa 8 mortiere grele de tranșee, 2 tunuri de munte, 4 obuziere, prizonieri, mitraliere, arme, proiectoare și altă mare cantitate de muniții și material de război.”
Înalt Decret no. 448 din 29 ianuarie 1919

### Regimentul VII Racova No. 25
Motivația:
„Pentru vitejia și avântul ce au arătat atât ofițerii cât și trupa acestui brav regiment în luptele extrem de înverșunate ce au dat pentru apărarea Văii Oituzului.”
Înalt Decret no. 17 din 10 ianuarie 1917

### Regimentul Bacău No. 27
Motivația:
„Pentru vitejia și avântul de care au dat dovadă ofițerii și trupa regimentului în luptele de la Pralea în iarna anului 1917, când după o luptă crâncenă, corp la corp au respins pe inamic de la cota 773, Bordeiul lui Mihai Viteazul și cota 779, capturând prizonieri și mitraliere. În luptele de la Cireșoaia în iulie 1917, când inamicul înaintase cu forțe superioare la aripa dreaptă a Diviziei 7, Regimentul 27 Infanterie, contraatacă cu furie trupele vrășmașe și respingându-le, restabilește situația și capturează 200 prizonieri, 3 mitraliere și un tun. În ziua de 28 august atacă cu avânt cota 707, Pârâul Fănațului-Bisericoși Cireșoaia și cu toate pierderile grele suferite, liniile de asalt înaintează sub focul violent de baraj al artileriei dușmane până la 50 metri de poziția inamică, unde se fixează pe un nou front, pe care se menține apoi cu toate contraatacurile disperate ale vrășmașului.”
Înalt Decret no. 4351 din 22 octombrie 1920

### Regimentul Radu Negru No. 28
Motivația:
„Pentru vitejia și avântul cu care au luptat ofițerii, subofițerii și soldații regimentului, în crâncenele lupte ce au avut loc la Mărăști în luna iulie 1917. Atacând la baionetă puternica pozițiune de pe Vârful Leșioanei, a înfrânt pe inamic, în ziua de 14 iulie, capturându-și prizonieri, mitraliere, mortiere de tranșee precum și un bogat material de război. Acest eroic regiment s-a distins prin același spirit de jertfă și în timpul aprigelor lupte ce s-au dat pe Dealul Porcului între 16-21 august, contribuind de aproape la respingerea celor 13 atacuri ce inamicul a dat cu forțe considerabile și sprijinită de formidabilă artilerie grea.”
Înalt Decret no. 3651 din 12 decembrie 1918

### Regimentul Muscel No. 30
Motivația:
„Pentru vitejia și avântul extraordinar cu care au luptat ofițerii, subofițerii și soldații corpului în aprigele lupte din iulie 1917. În ziua de 11 iulie au dat o luptă crâncenă atât la redutele 123, 124, 125, 126 și 127 după Mănăstioara și dealul Fundătura Secăturii, străpungând lucrările fortificate de pe Dealul Mănăstioara, ce nu fusese încă bombardat aruncând pe apărători afară din ele, în completă dezordine. În zilele următoare a înaintat victorios prin Găurile, cucerind Dealurile Poiana Zimbrului, Bataragă, Piatra, Vârful la Șipoțel, Vârful Calului și pe acel al Pleșoaiei unde a rezistat apoi, îndelungat contra înverșunatelor atacuri date de 2 regimente germane,  noi intrate în luptă. S-a capturat 5 ofițeri, 260 trupă , 2 obuziere de 105 mm, un tun de munte, 1 mortier de 117 mm., 4 tunuri de 77 mm., 8 mortiere de tranșee, 5 aruncătoare de grenade, 5 mitraliere, peste 600 de arme, 27 chesoane, 1 trăsură de gaze  asfixiante, precum și o imensa cantitate de muniții și material de război.”
Înalt Decret No. 928 din 21 iulie 1917

### Regimentul Mircea No. 32
Motivația:
„Pentru vitejia și avântul remarcabil cu care au luptat atât ofițerii cât și trupa acestui glorios regiment pe pozițiunile de la Străjescu, Moara Roșie și Valea Jugastrului între 24 iulie până la 3 august 1917. Deși cu pierderi mari, au rezistat pe poziție țintuind pe loc numeroasele trupe germane ce-i atacau fără întrerupere și au găsit încă energia de a mai pronunța 2 atacuri legendare asupra Moarei Roșii, în zilele de 28-29 iulie 1917.”
Înalt Decret no. 1171 din 9 octombrie 1917

### Regimentul Tulcea No. 33
Motivația:
„Pentru vitejia și avântul de care au dat dovadă ofițerii și trupa regimentului în bătălia de la Mărășești în august 1917. Intervenind în luptă în ziua de 1 august, au respins pe inamic dincolo de movila Chicera pe care au pus stăpânire și lungind apoi frontul pentru a înlocui trupele ruse de la aripa dreaptă au respins prin luptă la baionetă de la 3-5 august cinci atacuri sângeroase ale inamicului fără a ceda o palmă din terenul cucerit.”
Înalt Decret no. 2658 din 19 iunie 1920

### Regimentul Constanța No. 34
Motivația:
„Pentru vitejia și avântul cu care au luptat ofițerii, subofițerii și soldații regimentului, în crâncenele lupte ce s-au desfășurat la sud de Mărășești în zilele de 27 și 28 iulie 1917. În noaptea de 26-27 iulie au ocupat poziția rusă care consta aproape numai din măști individuale și fără să aibă vre-o apărare accesorie. În ziua de 28 iulie după  un violent bombardament de distrugere, trupe covârșitoare de infanterie, din Divizia XII Bavareză, au dat 3 atacuri puternice, pe care însă le-a respins acest eroic regiment, apoi contraatacând cu furie, respinge și urmărește pe inamic până în a 2-a linie a lui și îi capturează 2 mitraliere și 62 prizonieri. La 28 iulie efectivul regimentului deși redus la un singur batalion din cauza pierderilor precedente, pornește din ziuă la un nou atac și atinge toate obiectivele ordonate, dând dovadă de un înălțător spirit de sacrificiu.”
Înalt Decret no. 3651 din 12 decembrie 1918

### Regimentul Vasile Lupu No. 36
Motivația:
Pentru vitejia și avântul cu care au luptat ofițerii, subofițerii și soldații regimentului, în crâncenele lupte, la care au luat parte în 1916 și 1917. În ziua de 21 august 1916, acest eroic regiment, a respins 8 atacuri furioase ce inamicul a dat asupra pozițiunii ieșindului de la Starosel Est (Turtucaia) iar în noaptea de 13-14 octombrie a luat parte cu energie la un contra atac viguros ce s-a dat de grupul „Nămăești” pe Dealurile Măgura și Bughea (Câmpulung) contribuind de aproape la obținerea succesului. De asemenea în aprigele lupte de la sud de Mărășești, din ziua 27 iulie, precum și în acelea de la Zăbrăucior Buduiu-Calciu, din 16-22 august 1917, luptătorii acestui regiment s-au distins în mod deosebit prin marea parte de jertfă, de care au dat dovadă.
Înalt Decret no. 3643 din 12 decembrie 1918

### Regimentul Petru Rareș No. 39
Motivația:
Pentru vitejia și avântul cu care au luptat ofițerii, subofițerii și soldații acestui eroic regiment, în crâncenele lupte din regiunea Panciului, ce s-au dezlănțuit în luna august 1917. Atacat cu începere de la 1 august aproape în fiecare zi, de puternice forțe germane, Regimentul Petru Rareș No. 39 și-a menținut cu tărie sectorul din fața satului Dumbrava, respingând toate atacurile inamicului, în ziua hotărâtoare a bătăliei de la Mărășești (6 august 1917) după  ce a micșorat prin focurile sale avântul valurilor inamice, regimentul s-a aruncat la baionetă cauzând inamicului pierderi neobișnuit de mari, capturându-i la 10 ofițeri 350 grade inferioare, un mare număr de arme, munițiuni și a câștigat și teren pe un front de 4 kilometri cu 500 metri adâncime.
Înalt Decret no. 902 din 16 aprilie 1918

### Regimentul Călugăreni No. 40
Motivația:
Pentru vitejia și avântul cu care au luptat ofițerii, subofițerii și soldații acestui eroic regiment, în luptele îndârjite la care a luat parte în anul 1916, atât în Dobrogea cât și în Muntenia. Luptele pentru apărarea Bazargicului, acelea de la Kara-Kir, Kara-Omer, Mustafa-Aci, și Amzacea, au fost pe cât de grele pe atât de glorioase pentru toți acei care au înfruntat moartea sub cutele drapelului lor. În timpul omorâtorului bombardament inamic din 6-8 octombrie 1916, ofițerii și trupa regimentului au cerut să fie adus drapelul în tranșeele de la Topraisar, jurând pe el, că nu vor părăsi poziția ce le era încredințată, decât din ordin. În noaptea de 18-19 noiembrie, atacând pe inamic la Bălăria, îi capturează 3 tunuri grele, 2 baterii de câmp și peste 300 prizonieri,  iar în ziua de 19 noiembrie împreună cu un batalion de vânători, atacă cu furie pe inamic la Stâlpul și Bălăria, îl izgonește de pe ambele maluri ale Neajlovului, capturează tunuri, chervane cu muniții și peste 1800 prizonieri.
Înalt Decret no. 708 din 11 aprilie 1918

### Regimentul 47 Infanterie
Motivația:
Pentru vitejia și avântul cu care au luptat atât ofițerii cât și trupa, în aprigele lupte de la Mărășești din anul 1917. În ziua de 6 august, pe când regimentul se afla pe poziție la Răzoare, regimentul a fost atacat de forțe germane covârșitoare. Ofițerii, subofițerii și soldații au luptat însă cu furie și o energie atât de mare, încât cu toate atacurile îndârjite date de dușman, acest glorios regiment a rămas neclintit pe poziție; apoi contraatacând a sfărâmat avântul germanilor, pe care i-a urmărit până la Satul Nou, capturându-le mitraliere, prizonieri și un însemnat material de război.
Înalt Decret no. 1356 din 15 noiembrie 1917

### Regimentul 50 Infanterie
Motivația:
„Pentru vitejia și avântul cu care au luptat atât ofițerii cât trupa, în aprigele lupte de la Mărășești din anul 1917. În ziua de 30 iulie, pe când regimentul se afla pe poziție între Divizia 9 și Corpul IV Armată rus, nu numai că a rezistat cu energie nenumăratelor atacuri date de inamic, dar contraatacând cu furie au reușit să înainteze și să câștige teren, acest regiment de elită s-a distins în mod glorios prin îndârjirea cu care a luptat la 6 august 1917, împotriva trupelor din Divizia a 2-a Bavareză și în timpul cărei lupte batalionul I a dat un contra atac strălucit, care a determinat prima retragere a dușmanului.”
Înalt Decret no. 1356 din 15 noiembrie 1917

### Regimentul 51 Infanterie
Motivația:
„Pentru vitejia și avântul cu care au luptat atât ofițerii cât trupa, în aprigele lupte de la Mărășești din anul 1917. În ziua de 6 august pe când regimentul forma centru Diviziei 13 a fost atacat dintr-o parte de trupe din Divizia XII Bavareză, iar din altă parte de trupe din Divizia 115 Prusiană. Ofițerii, subofițerii și soldații au luptat însă cu o furie și cu o îndârjire fără seamăn împotriva acestui puternic atac, dând dovadă de un extraordinar dispreț de moarte și de un înălțător patriotism. Se citează în mod special compania 1 mitraliere, al cărui ofițer și trupă  au fost găsiți, după  luptă  acoperiți lângă mitralierele lor, de cavaleria vrășmașă.”
Înalt Decret no. 1356 din 15 noiembrie 1917

### Regimentul 53 Infanterie
Motivația:
„Pentru vitejia și avântul ce au arătat, atât ofițerii cât și trupa, acestui brav regiment în luptele extrem de înverșunate ce au dat în Dobrogea și pentru apărarea Văii Oituzului.”
Înalt Decret No. 17 din 10 ianuarie 1917

### Regimentul 55 Infanterie
Motivația:
„Pentru vitejia și avântul cu care au luptat atât ofițerii cât și trupa Regimentului 55/67 Infanterie, în aprigele lupte din iulie și august 1917 și în care au reînnoit gloria câștigată în grelele lupte din 1916. Pe frontul de la Nămoloasa au rezistat cu îndârjire timp de o lună, celor mai îngrozitoare bombardamente și încercări de atac, fără să dea un pas înapoi și fără ca inamicul să poată pătrunde cât de puțin, în sectorul lor. În bătălia de la Mărășești, a dat în noaptea de 1-2 august mai multe contraatacuri furioase, oprind înaintarea germanilor, iar la 6 august în aceiași bătălie 4 atacuri inamice, s-au sfărâmat de liniile pe atunci slab întărite, ale acestui glorios regiment.”
Înalt Decret No. 1126 din 30 septembrie 1917

### Regimentul 65 Infanterie
Motivația:
„Pentru vitejia și avântul ce au arătat atât ofițerii cât și trupa acestui brav regiment, în luptele extrem de înverșunate ce au dat în Dobrogea și pentru apărarea Văii Oituzului.”
Înalt Decret no. 17 din 10 ianuarie 1917

### Regimentul 70 Infanterie
Motivația:
„Pentru vitejia și avântul cu care au luptat ofițerii,  subofițerii și soldații Regimentului 70 Infanterie în luptele din Dobrogea și în acelea de la nord de Câmpulung, 1916. Recunoașterile ofensive executate la 21 și 23 septembrie de acest eroic regiment, în direcția satului Enigea, precum și rezistenta înverșunată ce a opus de la 4 octombrie la 15 noiembrie 1916 trupelor de elită germane, ce voiau, cu orice preț a pătrunde prin Valea Pravățului, spre Orașul Câmpulung, sunt atât de glorioase ca și luptele pline de avânt ce regimentul a dat in sectoarele Nămăești, Muntele Clăbucet, Loloioasa și Odobeasca. Vitejii Regimentului 70 Infanterie au luptat cu aceiași remarcabilă energie și în vara anului 1917, atacând cu vrednicie pozițiunile de la cotele 891 895 de pe Răchitașul Mic și au dat dovadă de cel mai frumos spirit de sacrificiu și de un puternic patriotism.”
Înalt Decret no. 910 din 19 aprilie 1918

### Regimentul 73 Infanterie
Motivația:
„Pentru vitejia și avântul cu care au luptat ofițerii, subofițerii și soldații regimentului în crâncenele lupte din Bulgaria și de pe frontul Predeal, ce au avut loc in 1916. S-au distins în mod strălucit, în zilele de 18-20 septembrie când a concurat de aproape la înfrângerea forțelor bulgare de la Riahovo, Mah-Laia și Mah-Para (Flăinanda), precum și în luptele pentru apărarea sectorului dintre Cota 1297 și Muntele Piatra Arsă, lupte în care au dat dovadă de înalte virtuți ostășești. Acest eroic regiment luptând cu numeroase forțe inamice, a cucerit punctul Predeluș și Muntele Susaiu; iar de la 9 octombrie 1916 a dat lupte furioase pentru apărarea Văii Cerbului; apoi, pe Muntele Dihamul și Cleștelui, până in ziua de 22 noiembrie, când a luptat pe Muntele Clăbucetul și de pe care a fost retras pentru reorganizare cu un efectiv redus, prin lupte pentru Patrie și Rege, la mai puțin de 200 de viteji.”
Înalt Decret no. 323 din 22 ianuarie 1919

## Unități de artilerie

### Regimentul 1 Artilerie de Munte
Motivația:
„Pentru vitejia și avântul cu care au luptat bateriile sale, în crâncenele lupte din 1916. Ofițerii, subofițerii si tunarii acestor baterii, călăuzindu-se de cele mai frumoase sentimente militare, dragostea de Patrie și un devotament desăvârșit pentru înălțarea ei, au cooperat cot la cot cu infanteria, dându-i cel mai de valoare sprijin în luptele din defileul Lotrioarei; de la Gura Defileului Oltului, Tălmaci, Veștern, Rășinari, Poplaca, Gura-Râului și Dealul Bucata. În timpul luptelor de la Orlat din 9 septembrie, în timpul acelora din jurul Sibiului din 13 și 15 septembrie 1916, precum și în luptele retragerii din Transilvania, bateriile acestui eroic regiment au dat dovadă de un înălțător spirit de jertfă și au ajutat de aproape la înlesnirea retragerii Corpului 1 Armată.”
Înalt Decret no. 1592 din 27 iunie 1918

### Regimentul 4 Artilerie
Motivația:
„Pentru vitejia și avântul de care au dat dovadă ofițerii și trupa regimentului în luptele de la Moghioruși, Ghimeș, (16 august 1916) Cic-Sereda, Cic-Rakaș (25 august) St. Tamaș, Benzed, Kecset, Kofallud (15-17 septembrie) Valea Trotușului, Valea Suliței, Ciobănașului, Valea Uzului, Valea Argeșului, Otopeni, (noembrie), Odobeasca, Lacul Bălan, Lacul Calicului, Străoani, Vitănești, Găgești, (decembrie 1916) Pralea, Mănăstirea Cașin, (ianuarie-aprilie 1917) Valea Slănicului, Coșna, Ungureanu, Cireșoaia și Tg. Ocna în 1917, precum si în luptele contra maghiarilor de la Maramureș, Sighet, Hadat, Also-Sopar, Varsole, Matszalka, Vamoș, Peres, Kadany, Canalul Hortobagy, Tisa-Faked, Ur-Negyes, Ur-Batoși, Nagy-Kalo și Crase-Szalo in 1919.”
Înalt Decret no. 3659 din 30 august 1920.

## Vezi și
- Participarea României la Primul Război Mondial
- Armata României
- Ordinea de bătaie a Armatei României (1916)
- Ordinul Mihai Viteazul

| Portal icon | Portal România în Primul Război Mondial |

| Portal icon | Portal Primul Război Mondial |

| Portal icon | Portal Istorie |